# Peter Turney

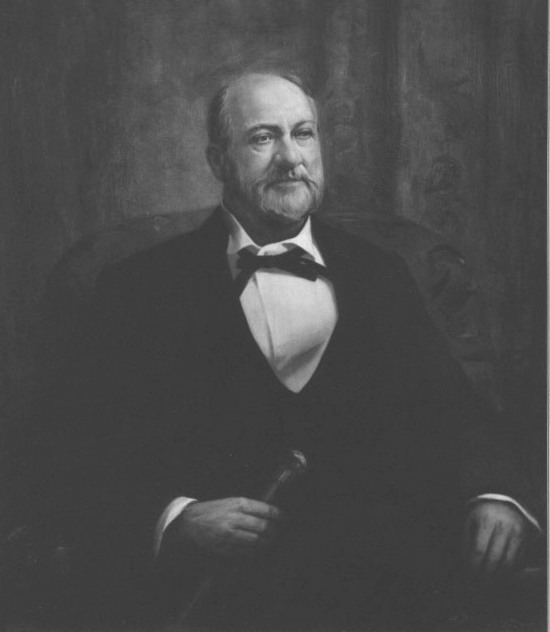
Peter Turney

Peter Turney (* 27. September 1827 in Jasper, Marion County, Tennessee; † 28. Oktober 1903 in Winchester, Tennessee) war ein US-amerikanischer Politiker und der 29. Gouverneur des Bundesstaates Tennessee.

## Frühe Jahre und politischer Aufstieg
Peter Turney war der Sohn von Hopkins L. Turney, der für Tennessee in beiden Kammern des Kongresses saß. Schon früh zog die Familie nach Winchester, wo der Sohn die örtlichen Schulen besuchte. Anschließend absolvierte er noch eine Privatschule in Nashville, bevor er bei seinem Vater Jura studierte. 1848 wurde er als Rechtsanwalt zugelassen. Bis 1857 praktizierte er zusammen mit seinem Vater und anschließend mit seinem Bruder als Anwalt in Winchester.
Turney war ein überzeugter Anhänger der Südstaaten und als solcher stimmte er 1861 für die Sezession. Bereits bei den Präsidentschaftswahlen 1860 hatte er den Kandidaten des Südens, John C. Breckinridge, unterstützt. Turney rekrutierte Freiwillige aus Tennessee und stellte mit ihnen ein Infanterieregiment auf, das er als Oberst befehligte und der Konföderation unterstellte. Dieses Regiment unterstand während des gesamten Krieges der Army of Northern Virginia und war an deren Schlachten beteiligt. Turney wurde dabei mehrmals verwundet. Zum Zeitpunkt der Kapitulation 1865 kommandierte er den östlichen Distrikt von Florida.
Nach dem Bürgerkrieg kehrte er zunächst nach Winchester in seine Anwaltskanzlei zurück. Von 1870 bis 1886 war er Richter am Tennessee Supreme Court. 1876 kandidierte er ohne Erfolg für den US-Senat. 1886 wurde er zum Obersten Richter (Chief Justice) von Tennessee gewählt; dieses Amt behielt er bis 1893.

## Gouverneur von Tennessee
Für die Gouverneurswahlen von 1892 suchte die Demokratische Partei einen neuen Kandidaten, nachdem der bisherige Gouverneur John P. Buchanan wegen seines Verhaltens während des Streiks der Bergarbeiter im Osten des Staates bei der Partei politisch in Ungnade gefallen war. Die Demokraten entschieden sich für Peter Turney als ihren neuen Kandidaten. Buchanan kandidierte trotzdem als unabhängiger Kandidat wieder und wurde von den Farmern sowie der Populist Party unterstützt. Turney gewann die Wahlen klar gegen Buchanan sowie den Republikaner George W. Winstead und wurde 29. Gouverneur von Tennessee.
Als Gouverneur beendete er das System der Verleihung von Sträflingen und erwarb Land zum Bau neuer Gefängnisse. Seine Partei nominierte ihn für die Wahlen von 1894 erneut. Die Wiederwahl wurde nicht so leicht wie erwartet. Bei den ersten Auszählungen der Stimmen lag der republikanische Kandidat H. Clay Evans mit etwa 700 Stimmen Vorsprung in Führung. Die Demokraten fochten das Ergebnis an, weil sie Wahlbetrug vermuteten. Die Sache wurde schließlich vom Parlament, in dem die Demokraten die Mehrheit hatten, entschieden. Turney wurde mit über 2000 Stimmen Vorsprung nach neuerlicher Auszählung zum Wahlsieger erklärt. Die Sache behielt aber einen negativen Beigeschmack. Die dubiosen Umstände dieser Wahl überschatteten Turneys zweite Amtszeit. Turney selbst entschloss sich nach diesen Erfahrungen, nie wieder für ein Amt zu kandidieren.

## Lebensabend und Tod
Nach dem Ende seiner zweiten Amtszeit 1897 zog sich Turney wieder nach Winchester zurück. Dort arbeitete er bis zu seinem Tod am 28. Oktober 1903 als Rechtsanwalt. Peter Turney war zunächst mit Cassandra Garner und später mit Hannah Graham verheiratet. Insgesamt hatte er zwölf Kinder.